# Yorima antillana
Yorima antillana är en spindelart som först beskrevs av Bryant 1940.  Yorima antillana ingår i släktet Yorima och familjen kardarspindlar.
Artens utbredningsområde är Kuba. Inga underarter finns listade i Catalogue of Life.